# Kotalamminmäki
Kotalamminmäki är en kulle i Finland.   Den ligger i den ekonomiska regionen  Jyväskylä ekonomiska region  och landskapet Mellersta Finland, i den södra delen av landet, 230 km norr om huvudstaden Helsingfors. Toppen på Kotalamminmäki är 224 meter över havet. Kotalamminmäki ligger vid sjön Kotalampi.
Terrängen runt Kotalamminmäki är huvudsakligen platt. Runt Kotalamminmäki är det tätbefolkat, med 356 invånare per kvadratkilometer. Närmaste större samhälle är Jyväskylä, 3,0 km nordost om Kotalamminmäki. I omgivningarna runt Kotalamminmäki växer i huvudsak blandskog.